# Ancylorhynchus senes
Ancylorhynchus senes är en tvåvingeart som först beskrevs av Dufour 1833.  Ancylorhynchus senes ingår i släktet Ancylorhynchus och familjen rovflugor. Inga underarter finns listade i Catalogue of Life.